# Harsdorfer Platz 10 (Oppin)

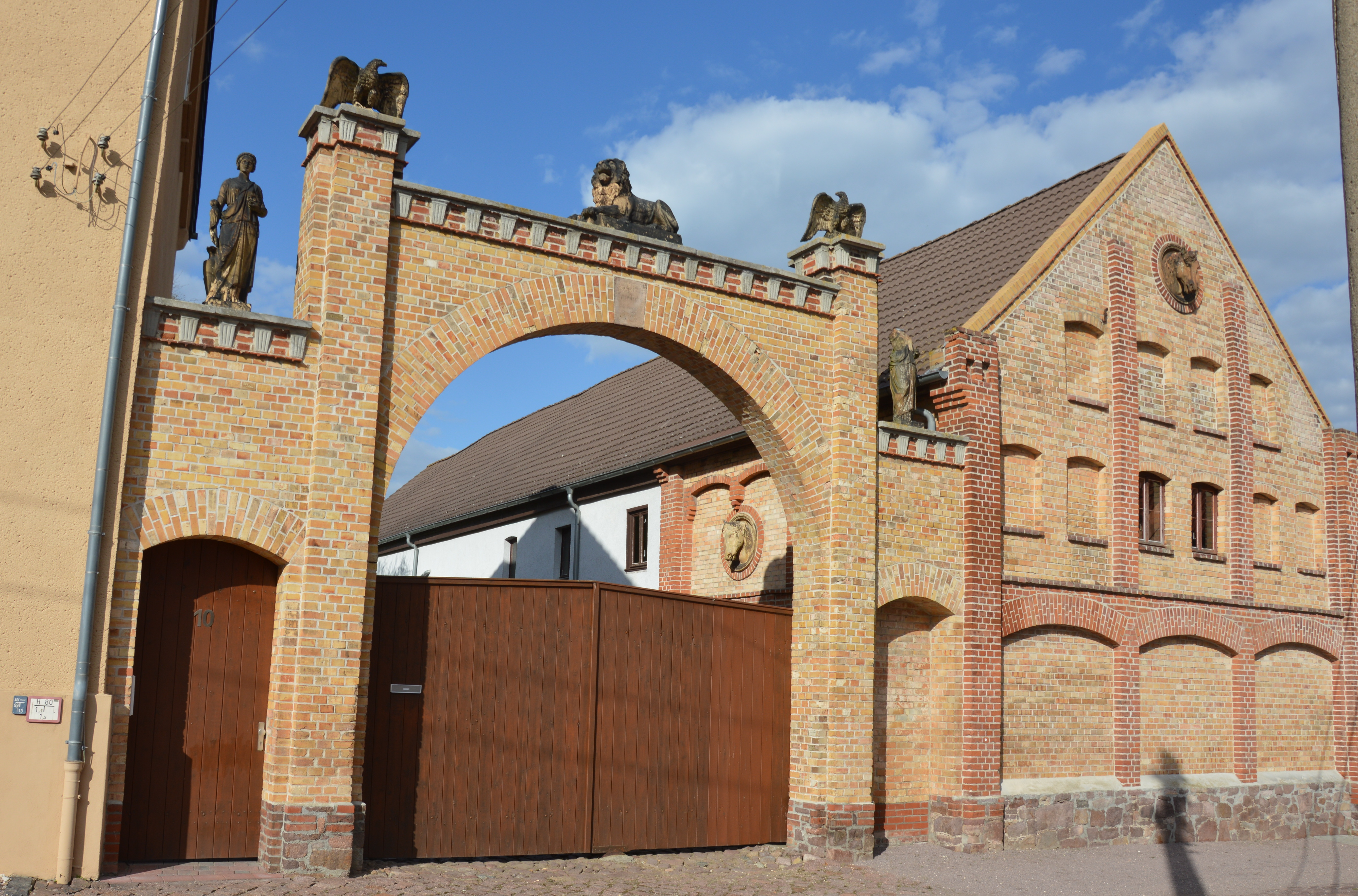
Tor und Stall Harsdorfer Platz 10

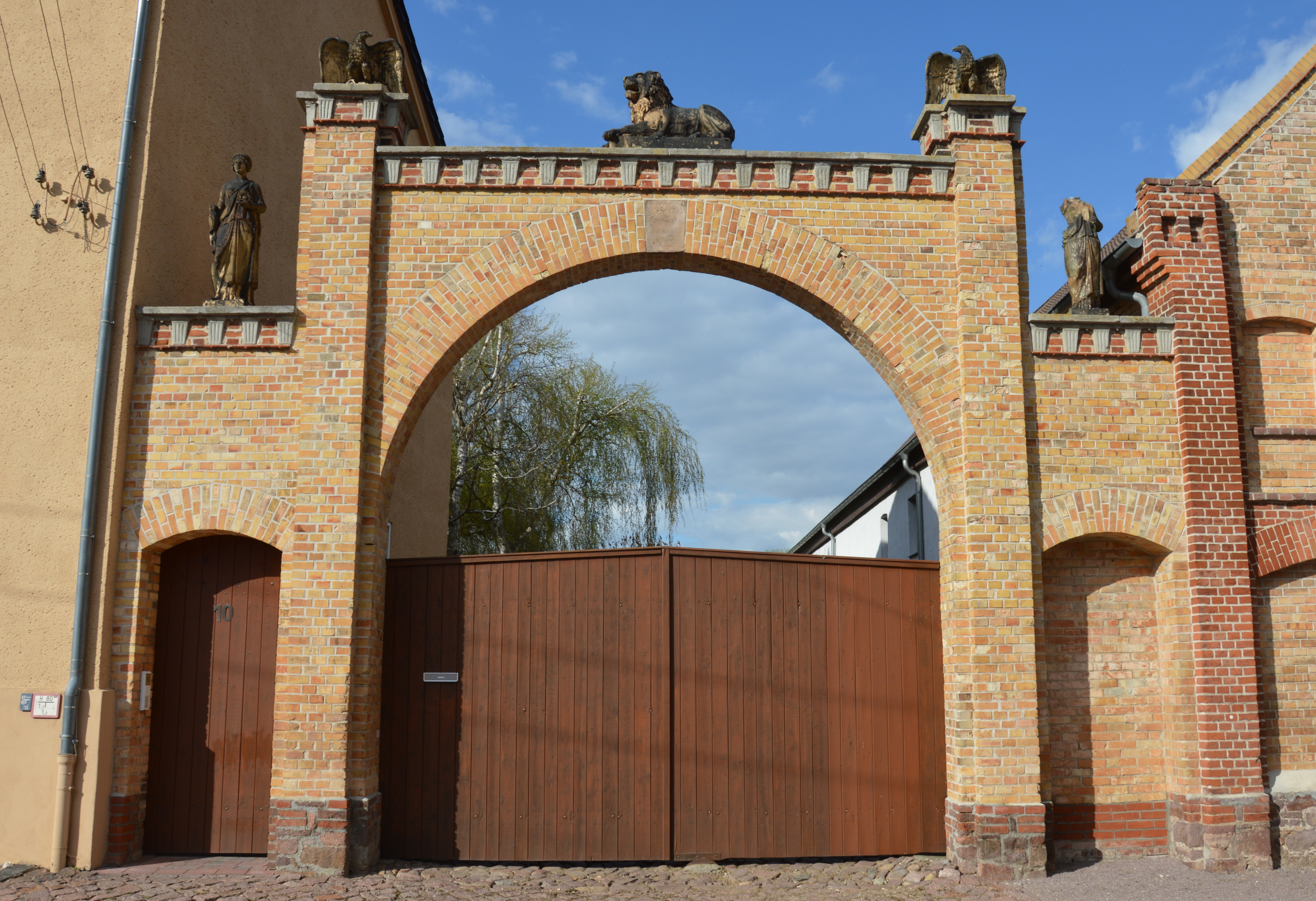
Toranlage

Harsdorfer Platz 10 ist die im Denkmalverzeichnis genutzte Bezeichnung eines denkmalgeschützten Stalls mitsamt Toranlage im zum Ortsteil Oppin der Stadt Landsberg in Sachsen-Anhalt gehörenden Dorf Harsdorf.
Stall und Toranlage befinden sich im Ortszentrum von Harsdorf auf der Nordseite des Harsdorfer Platzes. Unmittelbar östlich des Stalls mündet die Wiesenstraße auf den Harsdorfer Platz.
Die hohe Toreinfahrt führt auf den Hof eines Gehöfts und ist reich mit figürlichem Schmuck verziert. Links und rechts der Tordurchfahrt befinden sich kleine Pforten. Östlich des Tors steht giebelständig zum Harsdorfer Platz ein mit Terrakottaschmuck versehenes Stallgebäude. Hier sind als figürlicher Schmuck Pferdeköpfe angebracht. Sowohl der Stall als auch die Toreinfahrt entstanden im 19. Jahrhundert.
Im örtlichen Denkmalverzeichnis sind Stall und Tor unter der Erfassungsnummer 094 55517 als Baudenkmal verzeichnet.